# Savigny-le-Temple
Savigny-le-Temple là một xã ở tỉnh Seine-et-Marne, thuộc vùng Île-de-France ở miền bắc nước Pháp.

## Dân số
Người dân ở Savigny-le-Temple được gọi là Savigniens.
Điều tra dân số năm 1999, xã này có dân số là 22.339.